# David D. Terry
David Dickson Terry (* 31. Januar 1881 in Little Rock, Arkansas; † 6. Oktober 1963 ebenda) war ein US-amerikanischer Politiker. Zwischen 1933 und 1943 vertrat er den fünften Wahlbezirk des Bundesstaates Arkansas im US-Repräsentantenhaus.

## Werdegang
David Terry war der Sohn des Kongressabgeordneten William L. Terry. Er besuchte die öffentlichen Schulen seiner Heimat und danach die Bethel Military Academy im Fauquier County in Virginia. Es folgten ein Studium an der University of Virginia in Charlottesville und ein Jurastudium an der University of Arkansas. Im Jahr 1903 wurde er als Rechtsanwalt zugelassen. Daraufhin begann er in Little Rock in diesem Beruf zu arbeiten. Außerdem studierte Terry für einige Zeit noch an der University of Chicago. Während des Ersten Weltkriegs war er zwischen Juni und Dezember 1918 Soldat in der US Army.
Politisch war Terry Mitglied der Demokratischen Partei. Von 1929 bis 1933 saß er im Schulausschuss der Stadt Little Rock. Im Jahr 1933 wurde er in das Repräsentantenhaus von Arkansas gewählt. Nach dem Rücktritt des Abgeordneten Heartsill Ragon gewann Terry die fällige Nachwahl um dessen Mandat im Kongress, wo er nach mehreren Wiederwahlen zwischen dem 19. Dezember 1933 und dem 3. Januar 1943 verbleiben konnte. 1942 verzichtete er auf eine weitere Kandidatur für das Repräsentantenhaus. Stattdessen bewarb er sich erfolglos innerhalb seiner Partei um die Nominierung als US-Senator. Nach seinem Ausscheiden aus dem Kongress arbeitete Terry wieder als Rechtsanwalt. Zwischen 1945 und 1953 war er Abteilungsleiter in der Verwaltung des Staates Arkansas, wobei er unter anderem für den Hochwasserschutz zuständig war. Er starb im Jahr 1963 und wurde in Little Rock beigesetzt.